# Giorgio Vigne
Giorgio Vigne (fl. XVI-XVII secolo) è stato un pittore italiano.

## Biografia
Vigne fu un pittore di soggetti navali, attivo a Genova tra XVI e XVII secolo. Sono scarse le informazioni sulla sua vita, lo storico Federico Donaver riporta che il 12 luglio del 1618 ricevette un compenso di 55 lire genovesi per la realizzazione di un suo quadro.

## Opere
- Fatto d'arme fra la flotta francese e quella genovese davanti a Genova, olio su tela, 1618, Galata − Museo del mare, Genova.[6][7]

## Memoria
Nel 1950 in concomitanza del quinto centenario della nascita di Cristoforo Colombo la riproduzione del suo quadro fu impressa sul retro della tessera d'ingresso alle gallerie e ai musei di Genova.